# 協和音と不協和音
協和音と不協和音（きょうわおんとふきょうわおん）の項目では、何が協和音や不協和音とされるのかを解説する。

## 解説
協和音（きょうわおん、英：consonance）とは協和している音（音程または和音）のこと。不協和音（ふきょうわおん、英：dissonance）とは同時に響く2つ以上の音が〈協和〉しない状態を意味する。
西洋古典音楽において協和音とされてきた音程は、振動数比が単純な整数比に近い音程だったことがわかっており、例えば完全一度（振動数比は1対1で完全に同じ音高）、完全八度（振動数比は1対2）、完全五度（振動数比は2対3）、完全十五度（振動数比は1対4）、完全四度（振動数比は3対4）などがある。
他に長三度や短三度も協和音にされることもあるが、特に短三度は低音域では不協和音と見なされるように、振動数比が同じでも音高によっては協和音とされない場合もある。
また、どこまでを協和音として、どこまでを不協和音とするのかについては、学説的な立場によって捉え方に違いがあり統一されていない。

## 協和和音、不協和和音
協和和音（きょうわわおん、英：consonant chord）とは、協和する和音のことであり、協和音程（一般に、完全1,4,5,8度、長短3,6度）のみからなる和音である。単に協和音ともいう。

不協和和音（ふきょうわわおん、英：dissonant chord）とは、不協和音程を含む和音のことである。
| スタブアイコン | サブスタブ | この項目は、まだ閲覧者の調べものの参照としては役立たない、クラシック音楽に関連した書きかけの項目です。この項目を加筆・訂正などしてくださる協力者を求めています（P:クラシック音楽/PJ:クラシック音楽）。 |